# Tete Montoliu
Tete Montoliu (Barcelona, 1933. március 28. – Barcelona, 1997. augusztus 24.) spanyol dzsessz-zongorista.

## Pályakép
Vakon született. Hétéves korára megtanulta a Braille-kottaírást.
Zenei stílusa a hard-boptól az afro-cubanig, sőt, a világzenéig terjedt.
1956-ban lemezt rögzített Lionel Hamptonnal, 1963-ban pedig Rahsaan Roland Kirk szaxofonossal. Kiemelkedő amerikai zenészekkel együtt dolgozott, vagy akik épp Európában turnéztak, illetve ott is éltek; köztük Kenny Dorham, Dexter Gordon, Ben Webster, Lucky Thompson, Anthony Braxton.
Az 1960-as években a Whiskey Jazz Clubban muzsikált Pedro Iturralde-val és az énekesnő Donna Hightowerrel. Az 1980-as években Dexter Gordon, Johnny Griffin, George Coleman, Joe Henderson, Dizzy Gillespie, Chick Corea, Hank Jones, Roy Hargrove, Idris Muhammad és Jesse Davis zenésztársa volt.

## Lemezek
- 1965: A Tot Jazz
- 1965: A Tot Jazz/2
- 1966: Tete Montoliu Presenta Elia Fleta
- 1968: Piano for Nuria
- 1969: Tete Montoliu Interpreta a Serrat
- 1971: Body & Soul
- 1971: That's All
- 1971: Lush Life
- 1971: Songs for Love
- 1971: Recordando a Line
- 1973: Temas Latinoamericanos
- 1974: Catalonian Fire
- 1974: Music for Perla
- 1974: Tete!
- 1974: Vampyriawith Jordi Sabatés
- 1976: Tête à Tete
- 1976: Tootie's Tempo
- 1976: Words of Love
- 1977: Blues for Myself
- 1977: Meditation with George Coleman
- 1977: Yellow Dolphin Street
- 1977: Secret Love
- 1977: Boleros
- 1978: Catalonian Folksongs
- 1979: Al Palau
- 1979: Live at the Keystone Corner
- 1979: Lunch in L.A.
- 1980: Boston Concert
- 1980: I Wanna Talk About You
- 1980: Catalonian Nights Vol. 1
- 1980: Catalonian Nights Vol. 2
- 1980: Catalonian Nights Vol. 3
- 1982: Face to Face
- 1984: Carmina
- 1986: The Music I Like to Play Vol. 1
- 1986: The Music I Like to Play Vol. 2
- 1988: Orquestra Taller de Músics de Barcelona amb Tete Montoliu
- 1989: New Year's Morning '89 (Fresh Sound) with Peter King
- 1989: Sweet 'n Lovely 1 with Mundell Lowe
- 1989: Sweet 'n Lovely 2 with Mundell Lowe
- 1990: The Music I Like to Play Vol. 3
- 1990: The Music I Like to Play Vol. 4
- 1990: The Man from Barcelona
- 1991: A Spanish Treasure
- 1992: Catalonian Rhapsody
- 1992: Music for Anna
- 1995: Tete en la Trompetilla: En Vivo
- 1995: Tete Montoliu en El San Juan
- 1996: Montoliu Plays Tete
- 1996: T'Estimo Tant
- 1997: Palau de la Musica Catalana
- 1997: Per Sempre Tete
- 1997: Momentos Inolvidables de una Vida
- 2005: Jazz en Espana